# 兴化军
兴化军是中国北宋时设置的军。存在于980年至1277年间，辖境相当于今天的福建省莆田市。
北宋太平兴国三年（978年），泉州仙游县游洋洞人林居裔在游洋洞附近的百丈镇发动农民起义，自称西平王，莆田县和仙游县山区的农民纷纷参加起义军。四年（979年），宋廷派兵镇压，林居裔投降，起义军瓦解；宋廷以游洋民风强悍，特设兴化县和太平军（辖兴化、莆田和仙游三县），以游洋镇为县治和军治。五年（980年），太平军改名兴化军。八年（983年），军治迁至莆田县。最初，兴化军属两浙路；雍熙二年（985年），设福建路，兴化军转属福建路。景炎元年（1276年），宋端宗在福州定都即位；二年（1277年），改兴化军为兴安州。